# Констапель
Конста́пель (от нидерл. konstaapel — морской артиллерийский старшина) — первый офицерский чин 14-го класса в морской артиллерии, перемещённый в 1764 году в 13-й класс.
Констапель имел двух помощников — подконстапелей (констапельмат, унтер-офицерский чин) на кораблях 3 ранга и одного подконстапеля на корабле 4 ранга. Ему запрещается вмешиваться в действия офицеров корабля, занимается только артиллерией корабля. И только в случае выхода из строя всех офицеров, штурмана и шкипера, вступает в командование кораблём. Констапель отвечает за констапельские припасы (пушки, пушечные станки, ядра, гранаты, книппели, порох, насыпки, пыжевники, пороховые мерки, весы, гири, банники, пороховые картузы, клинья, тали и тому подобное). Он с помощником проверяет качество пороха, размер и вес ядер, обучает прислугу при пушках, распределяет людей по пушкам. В бою управляет огнём артиллерии корабля. Констапелей на кораблях 1 и 2 ранга нет. На кораблях 1 ранга все эти обязанности исполняет артилерный лейтенант, имеющий в помощниках троих подконстапелей. На кораблях 2 ранга эти обязанности исполняет артилерный унтер-лейтенант, имеющий в помощниках двух подконстапелей.
В 1830 году офицерский чин[2] 14-го класса в морской артиллерии[3], перемещённый в 1764 году в 13-й класс[4].